# 中村武義
中村 武義（なかむら たけよし、1951年6月30日 - ）は、福岡県出身の元プロ野球選手（投手）。

## 来歴・人物
柳川商業高では一塁手兼投手、社会人野球の森藤技研、丹羽鉦電機で投手に専念し、1975年のプロ野球ドラフト会議で日本ハムファイターズから3位指名を受け入団。同僚の福島秀喜も日本ハムから1位指名を受けた。きれいなフォームから左腕特有のクセ球を投げ込んでくる。球が軽いのが難点だった。
一軍公式戦に出場することはなく、1979年に現役を引退した。

## 詳細情報

### 年度別投手成績
- 一軍公式戦出場なし

### 背番号
- 28 （1976年 - 1978年）
- 43 （1979年）